# Casa do Artista
La Casa do Artista est une organisation associative portugaise pour les artistes âgés, créée le 11 septembre 1999 par les acteurs Armando Cortez et Raul Solnado et située au 7 Estrada da Pontinha à Carnide de Lisbonne au Portugal.

## La Casa do Artista au cinéma
- Color Out of Space de Richard Stanley[1] (2019).